# ليانغ تينغ
ليانغ تينغ (بالصينية: 梁挺) (و. 1947  م) هو ممثل صيني، ولد في هونغ كونغ.

## وصلات خارجية
- ليانغ تينغ على موقع IMDb (الإنجليزية)
- ليانغ تينغ على موقع قاعدة بيانات الفيلم (الإنجليزية)

- ليانغ تينغ في قاعدة بيانات الأفلام على الإنترنت